# 伊尼舍林的女妖
《伊尼舍林的女妖》（英語：The Banshees of Inisherin）是一部2022年愛爾蘭、英國和美國合拍的黑色悲喜剧電影，由馬丁·麥多納編劇兼執導，柯林·法洛、布蘭頓·葛利森、凯瑞·康顿和貝瑞·柯根主演。劇情講述爱尔兰内战期間一座小鎮的兩位好友突然結束了彼此間的友誼，導致發生衝突，這也帶來了令人震驚的後果。
《伊尼舍林的女妖》2022年9月5日在第79屆威尼斯影展首映，獲得媒體和影評家普遍正面的評價；影評家讚譽麥多納的導演與劇本、卡特·包威爾的配樂、演員的表現，為法洛贏得沃爾庇杯最佳男演員獎，以及麥多納的最佳劇本獎。電影2022年10月21日在愛爾蘭、英國和美國上映，探照灯影业負責發行。美國電影學會將該片列為2022年最佳電影的特別獎名單。本片與《西线无战事》在第95屆奧斯卡金像獎入圍包含最佳影片獎在內的9個獎項，最終由《媽的多重宇宙》贏得最佳影片獎。

## 故事概要
故事背景發生於1923年愛爾蘭內戰接近尾聲時期的虛構島嶼「伊尼舍林島」。康姆是個與愛犬薩米（Sammy）相依為命的愛爾蘭民謠音樂家，與鄰居派瑞是多年的老友兼酒友，但是康姆近期忽然開始無視派瑞的存在。康姆風度翩翩，深受島民喜愛，然而他對此感到沉悶，他希望用餘生創作音樂，做一些讓人們記住他的事情。隨著康姆開始和派瑞保持距離，派瑞的生活因失去他為數不多的幾個朋友之一而變得不穩定，對康姆數度拒絕他感到難過，康姆則對派瑞試圖接近攀談的舉動愈加抗拒，他甚至還向派瑞下了最後通牒：接下來只要每次派瑞打擾他或試圖與他交談，他就會用一對刀片剪剪下自己的手指。
儘管派瑞善體人意的姐姐詩凡、飽受父親猥褻虐待且麻煩不斷的當地人多明尼克試圖化解這對昔日老友不斷升級的衝突，但他們的努力被證明是徒勞的。當醉酒的派瑞在酒吧與康姆對峙、試圖向他道歉後，康姆履行了先前警告派瑞的宣言，砍下了他的一根手指，扔向派瑞與詩凡居住的小屋門口。隨著雙方緊張局勢的惡化，當地長老麥科米太太警告派瑞，死亡很快就會降臨該島，造成至少一、兩個人死亡。與此同時，詩凡收到來自本島的圖書館職員錄取信，她婉拒了多明尼克的浪漫示好，加上厭倦了島上的居民與生活，正式告別派瑞，搬往本島並在當地的圖書館工作。康姆將他譜寫完成的樂曲命名為《伊尼舍林的女妖》，態度亦稍加軟化，似乎願意重新點燃他與派瑞的友誼，直至派瑞揭露他如何欺騙他的一位音樂家朋友離開該島。作為回應，康姆這次用剪刀剪下自己剩下的左手手指，扔在派瑞居住的小屋門口，這導致派瑞長年飼養的寵物驢子珍妮（Jenny）因為誤嚥康姆的手指，噎住喉嚨而死。
傷心的派瑞將責任歸咎於康姆，為了報復對方，派瑞與康姆對峙期間，直言將會在翌日縱火燒掉他的房子。派瑞朝康姆的住宅放火，但將薩米帶至安全的地方。當派瑞離開時，他看到康姆坐在燃燒的房子裡。當地警察兼長年虐待兒子多明尼克的彼得發現康姆的房子被縱火，前往派瑞的住處，被麥科米太太帶走，一言不發的麥科米太太將彼得引領至漂浮在附近湖中、多米尼克浸水的遺體旁。派瑞接獲詩凡邀請他搬去本島生活的問候信，但在回信報告近況的同時婉拒詩凡的邀請。翌日早上，麥科米太太在康姆燒毀的房子的一扇窗戶旁邊找到了一把椅子，逕自坐在椅子上望向遠方。
派瑞帶著薩米外出，發現康姆獨自站在海灘上。康姆為珍妮的死道歉，稱當他的房子被摧毀時，已經結束了彼此之間的仇恨，但是派瑞回應康姆，倘若他當時留在房子裡，一切就會結束，並且在論及戰爭將落幕的話題時，表示有些事情放不下也是不錯的事。康姆在派瑞轉身離開之際，感謝派瑞照顧他的狗。派瑞回答道：「別客氣。」。故事的最後，康姆若有所思的在海灘上哼歌，麥科米太太獨自坐在椅子上看著這一切，大片的烏雲逐漸覆蓋伊尼舍林島的晴天。

## 演員
- 柯林·法洛飾演派瑞·蘇利亞班（Pádraic Súilleabháin）
- 布蘭頓·葛利森飾演康姆·多爾蒂（Colm Doherty）
- 凯瑞·康顿飾演詩凡·蘇利亞班（Siobhán Súilleabháin）
- 貝瑞·柯根飾演多明尼克·科爾尼（Dominic Kearney）
- 帕特·紹特（英语：Pat Shortt）飾演瓊喬·迪瓦恩（Jonjo Devine）
- 喬恩·肯尼（英语：Jon Kenny）飾演葛瑞（Gerry）
- 布莉德·尼尼查坦（英语：Bríd Ní Neachtain）飾演里爾登夫人（Mrs. Reardon）
- 蓋瑞·萊登（Gary Lydon）飾演彼得·科爾尼（Peadar Kearney）
- 希拉·弗利頓（Sheila Flitton）飾演麥科米太太（Mrs. McCormick）
- 大衛·皮爾斯（David Pearse）飾演牧師

## 製作
據2020年2月的報導，馬丁·麥多納已與探照灯影业合作《伊尼舍林的女妖》，並重聚《殺手沒有假期》（2008年）的主角布蘭頓·葛利森及柯林·法洛。2021年8月，貝瑞·柯根和凯瑞·康顿加入演出陣容。
電影2021年8月在愛爾蘭伊尼什莫爾島展開主要拍攝。取景地也包含阿基爾島。2021年10月23日宣告殺青。

## 發行
《伊尼舍林的女妖》2022年9月5日率先登上第79屆威尼斯影展的「正式競賽」舉行全球首映；放映完畢時獲得台下觀眾起立鼓掌達15分鐘，時長成為此屆影展之最。同月還登上之後的多倫多國際影展放映。電影由探照燈定檔2022年10月21日在愛爾蘭、英國和美國上映。

## 反響
《伊尼舍林的女妖》獲得影評界普遍正面的評價。電影在評論匯總網站爛番茄上根據288篇影評，新鮮度達97%，平均得分8.7／10；該網站共識：「《伊尼舍林的女妖》擁有馬丁·麥多納最出色的工藝以及雙主角的優異演出，精心打造出令人不快的絕佳饗宴。」在Metacritic上根據61位影評人而獲得87分（滿分100），代表「普遍好評」。
本片被爛番茄評為2022年最佳喜劇電影榜首與最佳電影第二名。根據Metacritic列出「2022年前十佳電影排行榜」統計，本片在該排行榜的積分位居第二名，僅次於《媽的多重宇宙》。另一影評調查網站「CriticsTop10」的統計結果表明，本片在397篇影評的年度十佳電影清單中榜上有名，其中有44篇將其排在第一。

## 獲獎與提名獎項
第80屆金球獎上，本片共入圍8項提名，為該屆入圍電影之最，並從中贏得最佳音樂及喜劇電影、音樂及喜劇類最佳男主角（柯林·法洛）、最佳劇本三個獎項。國家評論協會將該片列為2022年十大電影、最佳演員（柯林·法洛）、最佳男配角、最佳劇本。
本片在第95屆奧斯卡金像獎與 《西线无战事》皆獲得9項提名，其提名總數僅次於獲得11項提名的《媽的多重宇宙》。

## 外部連結
- 互联网电影数据库（IMDb）上《伊尼舍林的女妖》的资料（英文）